# Euphorbia brakdamensis
Euphorbia brakdamensis är en törelväxtart som beskrevs av Nicholas Edward Brown. Euphorbia brakdamensis ingår i släktet törlar, och familjen törelväxter. Inga underarter finns listade i Catalogue of Life.